# Скопинский мясоперерабатывающий комбинат
Скопинский мясоперерабатывающий комбинат — мясокомбинат полного цикла.
Предприятие находится в селе Успенское Скопинского района Рязанской области.
Основан в 1928 году.
На комбинате производятся колбасы, деликатесы, замороженные и охлаждённые полуфабрикаты, консервы. Ассортимент состоит более чем из 200 наименований.
На данный момент комбинате работает около 400 человек.